# Bensu Begoviç
Bensu Begoviç (* 25. Oktober 1992 in Izmir) ist eine türkische Schauspielerin.

## Leben und Karriere
Begoviç wurde am 25. Oktober 1992 in Izmir geboren. Sie studierte an der Bahçeşehir Üniversitesi. Danach setzte sie ihr Studium an der Universität Istanbul fort. Ihr Debüt gab sie 2019 in der Fernsehserie Gülperi. Danach bekam sie im selben Jahr in dem Film Masal Satosu: Sihirli Davet die Hauptrolle. 2020 wurde Begoviç für den Film Sabit Kanca: Son Soru gecastet. Anschließend spielte sie 2021 in der Serie Bir Ada Masali eine Nebenrolle.

## Filmografie (Auswahl)
- 2019: Gülperi (Fernsehserie, 1 Episode)
- 2019: Masal Satosu: Sihirli Davet (Film)
- 2020: Sabit Kanca: Son Soru (Film)
- 2021: Bir Ada Masali (Fernsehserie, 13 Episoden)